# Eichberg-Trautenburg
Eichberg-Trautenburg là một đô thị thuộc huyện Leibnitz trong bang Steiermark, nước Áo. Đô thị Eichberg-Trautenburg có diện tích 21,2 km², dân số cuối năm 2005 là 480 người.